# パヤル・カパーリヤー
パヤル・カパーリヤー（Payal Kapadia、1986年1月4日 - ）は、インドの映画監督、脚本家。『何も知らない夜』でルイユ・ドールを受賞し、『私たちが光と想うすべて』ではカンヌ国際映画祭 グランプリを受賞したほか、ゴールデングローブ賞 監督賞にノミネートされている。

## 生い立ち
1986年1月4日、画家・映像作家のナリニ・マラニと精神分析医シャイレーシュ・カパーリヤーの娘としてムンバイに生まれる。幼少期をアーンドラ・プラデーシュ州の寄宿学校リシ・ヴァレリー・スクールで過ごし、入部した映画クラブの活動を通してリッティク・ゴトクやアンドレイ・タルコフスキーなどの前衛的な映像作家の作品に触れるようになった。その後はセント・ザバーズ大学、ソフィア女子大学で教育を受け 、卒業後の2012年にはインド映画テレビ研究所に進学して監督コースを受講した。大学卒業からインド映画テレビ研究所に入所するまでの5年間はムンバイで広告業の仕事や映像作家の助手として働いていた。

## キャリア
2014年に短編映画『Watermelon, Fish and Half Ghost』で監督デビューし、2017年に製作した『Afternoon Clouds』は第70回カンヌ国際映画祭の「シネフォンダシオン」部門に選出された。2021年に製作した『何も知らない夜』で長編映画デビューし、第74回カンヌ国際映画祭でルイユ・ドールを受賞している 。2024年に製作した『私たちが光と想うすべて』ではカンヌ国際映画祭 グランプリを受賞したほか、パヤル・カパーリヤーもゴールデングローブ賞 監督賞にノミネートされており、2025年1月30日には第54回ロッテルダム国際映画祭の「ライムライト」部門で特別上映された。

## フィルモグラフィー

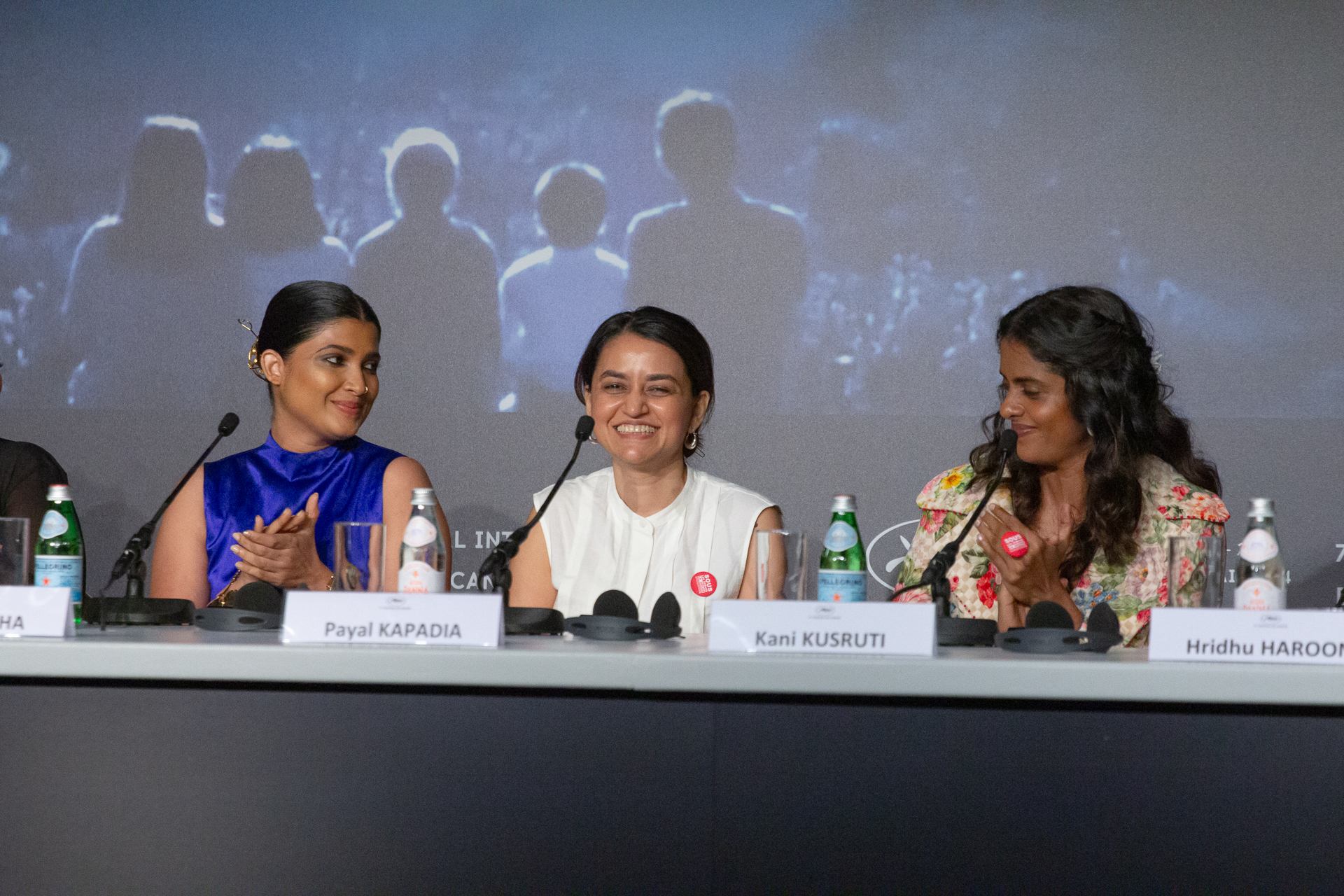
第77回カンヌ国際映画祭の会場で『私たちが光と想うすべて』の記者会見を行うディヴィヤ・プラバ、パヤル・カパーリヤー、カニ・クスルティ（2024年）

| 年   | 作品                              | クレジット | クレジット | クレジット | 備考                           |
| 年   | 作品                              | 監督       | 脚本       | その他     | 備考                           |
| ---- | --------------------------------- | ---------- | ---------- | ---------- | ------------------------------ |
| 2014 | Watermelon, Fish and Half Ghost   | Yes        | No         | No         | 短編映画                       |
| 2015 | The Last Mango Before the Monsoon | Yes        | Yes        | 編集       | 短編映画                       |
| 2017 | Afternoon Clouds                  | Yes        | Yes        | No         | 短編映画                       |
| 2018 | And What is the Summer Saying     | Yes        | Yes        | No         | 短編映画、ドキュメンタリー映画 |
| 2021 | 何も知らない夜                    | Yes        | Yes        | No         | ドキュメンタリー映画、長編映画 |
| 2024 | 私たちが光と想うすべて            | Yes        | Yes        | No         | 長編映画                       |

## 受賞歴
| 年                                 | 部門                                                       | 作品                               | 結果             | 出典                 |
| 英国アカデミー賞                   | 英国アカデミー賞                                           | 英国アカデミー賞                   | 英国アカデミー賞 | 英国アカデミー賞     |
| ---------------------------------- | ---------------------------------------------------------- | ---------------------------------- | ---------------- | -------------------- |
| 2025年                             | 非英語作品賞                                               | 『私たちが光と想うすべて』         | ノミネート       | [ 15 ]               |
| ゴールデングローブ賞               |                                                            |                                    |                  |                      |
| 2025年                             | 監督賞                                                     | 『私たちが光と想うすべて』         | ノミネート       | [ 7 ]                |
| アジア太平洋映画賞                 |                                                            |                                    |                  |                      |
| 2021年                             | 作品賞                                                     | 『何も知らない夜』                 | ノミネート       | [ 16 ]               |
| 2024年                             | 作品賞                                                     | 『私たちが光と想うすべて』         | ノミネート       | [ 17 ] [ 18 ]        |
| 2024年                             | 監督賞                                                     | 『私たちが光と想うすべて』         | ノミネート       | [ 17 ] [ 18 ]        |
| 2024年                             | 脚本賞                                                     | 『私たちが光と想うすべて』         | ノミネート       | [ 17 ] [ 18 ]        |
| 2024年                             | 審査員特別賞                                               | 『私たちが光と想うすべて』         | 受賞             | [ 17 ] [ 18 ]        |
| アジア・フィルム・アワード         |                                                            |                                    |                  |                      |
| 2025年                             | 作品賞                                                     | 『私たちが光と想うすべて』         | 受賞             | [ 19 ]               |
| 2025年                             | 監督賞                                                     | 『私たちが光と想うすべて』         | ノミネート       | [ 19 ]               |
| 2025年                             | 脚本賞                                                     | 『私たちが光と想うすべて』         | ノミネート       | [ 19 ]               |
| 全米監督協会賞                     |                                                            |                                    |                  |                      |
| 2025年                             | 新人監督賞                                                 | 『私たちが光と想うすべて』         | ノミネート       | [ 20 ]               |
| 全米映画批評家協会賞               |                                                            |                                    |                  |                      |
| 2025年                             | 監督賞                                                     | 『私たちが光と想うすべて』         | 受賞             | [ 21 ] [ 22 ]        |
| 2025年                             | 非英語作品賞                                               | 『私たちが光と想うすべて』         | 受賞             | [ 21 ] [ 22 ]        |
| シカゴ映画批評家協会賞             |                                                            |                                    |                  |                      |
| 2024年                             | ミロス・シュテーリック・ブレイクスルー・フィルムメーカー賞 | 『私たちが光と想うすべて』         | ノミネート       | [ 23 ]               |
| トロント映画批評家協会賞           |                                                            |                                    |                  |                      |
| 2025年                             | 監督賞                                                     | 『私たちが光と想うすべて』         | ノミネート       | [ 24 ]               |
| 2025年                             | オリジナル脚本賞                                           | 『私たちが光と想うすべて』         | 受賞             | [ 24 ]               |
| 2025年                             | 国際映画賞                                                 | 『私たちが光と想うすべて』         | 受賞             | [ 24 ]               |
| ニューヨーク映画批評家協会賞       |                                                            |                                    |                  |                      |
| 2024年                             | 国際映画賞                                                 | 『私たちが光と想うすべて』         | 受賞             | [ 25 ]               |
| ロサンゼルス映画批評家協会賞       |                                                            |                                    |                  |                      |
| 2024年                             | 非英語作品賞                                               | 『私たちが光と想うすべて』         | 受賞             | [ 26 ]               |
| 英国インディペンデント映画賞       |                                                            |                                    |                  |                      |
| 2024年                             | 国際インディペンデント映画賞                               | 『私たちが光と想うすべて』         | ノミネート       | [ 27 ]               |
| ゴッサム・インディペンデント映画賞 |                                                            |                                    |                  |                      |
| 2024年                             | 監督賞                                                     | 『私たちが光と想うすべて』         | ノミネート       | [ 28 ]               |
| 2024年                             | 国際映画賞                                                 | 『私たちが光と想うすべて』         | 受賞             | [ 28 ]               |
| シネマ・アイ・オナーズ             |                                                            |                                    |                  |                      |
| 2023年                             | ノンフィクション作品賞                                     | 『何も知らない夜』                 | ノミネート       | [ 29 ] [ 30 ]        |
| 2023年                             | 監督賞                                                     | 『何も知らない夜』                 | ノミネート       | [ 29 ] [ 30 ]        |
| 2023年                             | 新人賞                                                     | 『何も知らない夜』                 | ノミネート       | [ 29 ] [ 30 ]        |
| カンヌ国際映画祭                   |                                                            |                                    |                  |                      |
| 2021年                             | カメラ・ドール                                             | 『何も知らない夜』                 | ノミネート       | [ 31 ] [ 32 ]        |
| 2021年                             | ルイユ・ドール                                             | 『何も知らない夜』                 | 受賞             | [ 31 ] [ 32 ]        |
| 2024年                             | パルム・ドール                                             | 『私たちが光と想うすべて』         | ノミネート       | [ 33 ] [ 34 ] [ 35 ] |
| 2024年                             | グランプリ                                                 | 『私たちが光と想うすべて』         | 受賞             | [ 33 ] [ 34 ] [ 35 ] |
| 2024年                             | カメラ・ドール特別賞                                       | 『私たちが光と想うすべて』         | 受賞             | [ 33 ] [ 34 ] [ 35 ] |
| トロント国際映画祭                 |                                                            |                                    |                  |                      |
| 2021年                             | アンプリファイ・ボイス賞                                   | 『何も知らない夜』                 | 受賞             | [ 36 ] [ 37 ] [ 38 ] |
| サン・セバスティアン国際映画祭     |                                                            |                                    |                  |                      |
| 2024年                             | 異なる視点賞                                               | 『私たちが光と想うすべて』         | 受賞             | [ 39 ] [ 40 ]        |
| サンディエゴ・アジア映画祭         |                                                            |                                    |                  |                      |
| 2017年                             | 国際短編映画賞                                             | 『Afternoon Clouds』               | 受賞             | [ 41 ]               |
| シカゴ国際映画祭                   |                                                            |                                    |                  |                      |
| 2024年                             | シルバー・ヒューゴ審査員賞                                 | 『私たちが光と想うすべて』         | 受賞             | [ 42 ]               |
| フリブール国際映画祭               |                                                            |                                    |                  |                      |
| 2019年                             | 国際短編映画賞                                             | 『And What Is the Summer Saying?』 | 受賞             | [ 43 ]               |
| 台湾国際ドキュメンタリー映画祭     |                                                            |                                    |                  |                      |
| 2022年                             | 優秀賞                                                     | 『何も知らない夜』                 | 受賞             | [ 44 ]               |
| 山形国際ドキュメンタリー映画祭     |                                                            |                                    |                  |                      |
| 2023年                             | ロバート&フランシス・フラハティ賞                          | 『何も知らない夜』                 | 受賞             | [ 45 ] [ 46 ]        |